# Bohrium
Bohrium, tidigare provisoriskt kallat unnilseptium, är ett syntetiskt radioaktivt grundämne som tillhör transuranerna. Det upptäcktes 1976 på JINR och den mest stabila isotopen, 262Bh, har en halveringstid på 0,102 sekunder. Grundämnet är uppkallat efter den danske fysikern Niels Bohr.